# Giovanni I. Particiaco

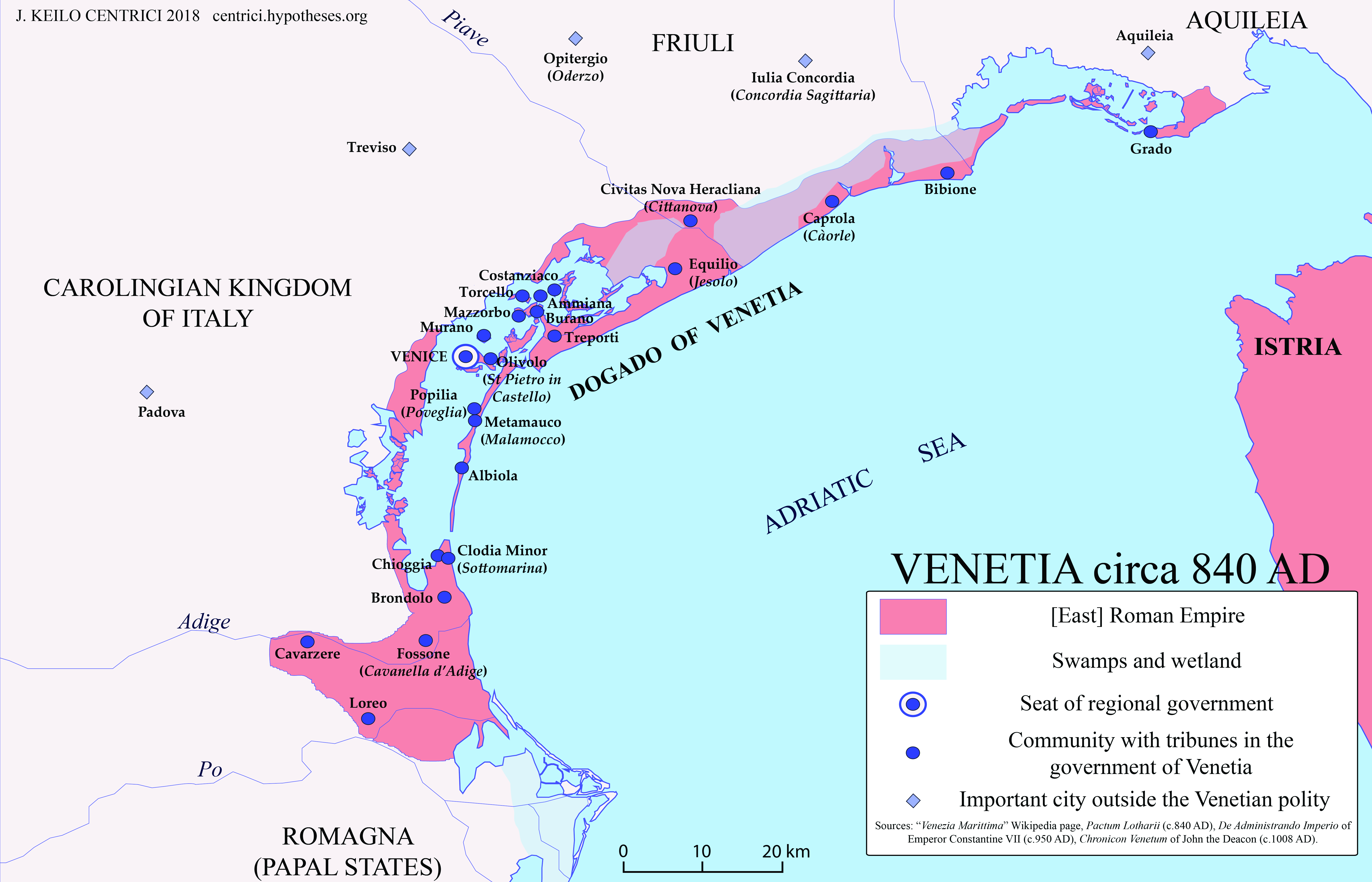
Einflussbereich des Byzantinischen Reiches und Venedigs um 840

Giovanni I. Particiaco, in den zeitnahen Quellen Iohannes Particiaco, venezianisch Çuane, in den späteren Quellen meist Participazio oder Partecipazio († um 836), war nach der historiographischen Tradition der Republik Venedig deren 12. Doge. Er regierte von 829 bis 836 als kurzfristiger Vorgänger im Amt des Mitdogen, und später als Nachfolger seines Bruders Iustinianus im Amt des alleinregierenden Dogen, doch wurde er drei Mal gestürzt.
Iohannes’ wenig glückhafte Regierungszeit war durch innenpolitische Spannungen und Verschwörungen geprägt, in deren Verlauf er Metamaucum zerstören ließ, das bis etwa 811 Sitz der Dogen gewesen war – an seine Stelle trat Malamocco. Für diese Spannungen wurden sowohl Konflikte zwischen den führenden Städten der Lagune von Venedig, als auch Einwirkungen der Karolinger und der byzantinischen Kaiser verantwortlich gemacht, die sich in entsprechenden Fraktionierungen innerhalb der Lagune niederschlugen. Zudem tauchten verstärkt slawische Piraten, Narentaner genannt, in der oberen Adria auf, die bereits in der Lage waren, ganze Flotten zu kapern; in Süditalien sollten Venezianer erstmals gegen die Sarazenen kämpfen, die 827 begonnen hatten, Sizilien zu erobern. In Iohannes’ Amtszeit wurde der erste, unter seinem Bruder begonnene Vorgängerbau des Markusdomes, die Palastkapelle zur Aufnahme der Reliquie des heiligen Markus fertiggestellt.

## Familie
Die Particiaco gehörten zu den tribunizischen Familien in der Frühzeit der Republik Venedig. Diese Familien waren vermögende Grundbesitzer, Inhaber höchster politischer und militärischer Ämter im östlichen Venetien, das bis zu Beginn des 9. Jahrhunderts Teil des Oströmischen Reichs war. Ihnen war es gelungen, das oströmisch-byzantinische Amt eines Tribunen erblich zu machen. Von Beginn des 9. bis Mitte des 10. Jahrhunderts versuchte die Familie immer wieder, Venedig zu einer Erbmonarchie zu machen.

## Leben und Herrschaft

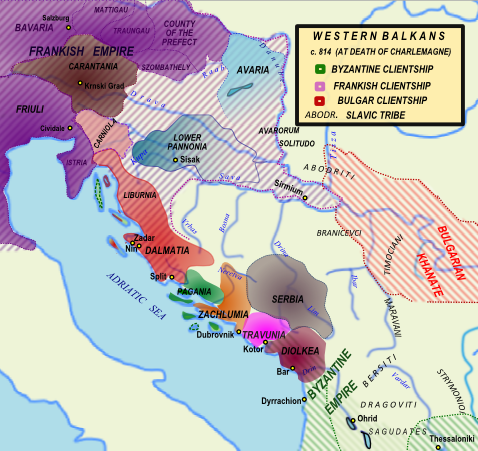
Die Machtzentren östlich der Adria um 814

Iohannes wurde von seinem Vater Agnellus, Doge seit 810, zum Mitregenten erhoben, während sich sein Bruder Iustinianus in Konstantinopel aufhielt. Als dieser jedoch nach Venedig zurückkehrte, verlor Iohannes, der der pro-fränkischen Partei zuneigte, sein Amt und wurde nach Zara ins Exil geschickt. Nach dem Tod des Vaters wurde er von seinem schon betagten Bruder nach Venedig zurückgerufen. Nach dem Tod Iustinianus’ übernahm Iohannes das Dogenamt.
Während seiner Regierung wurde die unter seinen Vorgängern geförderte Grabeskirche für den Heiligen Markus, eines Vorgängerbaus des heutigen Markusdoms, eingeweiht.
Nach zwei Jahren Amtszeit gelang es dem nach Konstantinopel verbannten ehemaligen Dogen Obelerius, den der Vater der beiden Brüder um 810 vertrieben hatte, aus dem Exil zu entkommen und sich in die nördliche Adria einzuschiffen. Er bemächtigte sich bald der Insel Vigilata vor Istrien und er fand weitere Verbündete in seinem Heimatort Malamocco. Iohannes reagierte sofort, attackierte und verwüstete zunächst Malamocco, um daraufhin Vigilata zu zerstören. Obelerius geriet in seine Gefangenschaft. Iohannes ließ ihn enthaupten und seinen Kopf den Venezianern an der Grenze zum Frankenreich zur Schau stellen – nach anderen Quellenangaben jedoch vor Malamocco. Je nach dem Grundmuster, dem der jeweilige Historiker folgte, wurde mit ersterem Aufstellungsort die staatenübergreifende Konfliktsituation in den Mittelpunkt gerückt, und die Streitenden zu Exponenten einer pro-fränkischen oder pro-byzantinischen Fraktion, oder mit letzterem Ort die Konflikte innerhalb der Lagune betont, vor allem die zwischen Rialto und Malamocco.
Kaum war diese Revolte niedergeschlagen, als ein Aufstand des byzantinischen Tribunen Caroso ihn zwang, an den fränkischen Hof zu fliehen, wo er von Kaiser Lothar mit Wohlwollen aufgenommen wurde. Caroso erklärte sich zum Dogen, wurde aber schon drei, nach anderen Angaben sechs Monate später von den Anhängern der Particiaco, die es verstanden, die vielen mit der Herrschaft des Usurpators Unzufriedenen auf ihre Seite zu ziehen, im Dogenpalast gefangen genommen, geblendet und aus Venedig verjagt.
Bis zur Rückkehr des Iohannes führte der Bischof von Olivolo, dessen Amtssitz im Osten Venedigs lag, die Regierungsgeschäfte, ein Mann namens Ursus. Er gehörte möglicherweise zu den Particiaco. Iohannes wurde nach etwa einem Jahr des Exils mit allen Ehren in Venedig empfangen, sah sich jedoch schon wenig später mit neuen Widerständen wegen seines rigorosen Regierungsstils konfrontiert.
Venedig wurde in dieser Zeit von zahlreichen Piraten bedroht, darunter Slawen und Sarazenen. Erstere saßen an der Mündung der Narenta am Ostufer der Adria, weshalb sie ‚Narentaner‘ genannt wurden. Iohannes schloss mit ihnen, vielleicht um 830, ein Abkommen, das jedoch 834/835 durch den Überfall auf eine Handelsflotte, die auf dem Rückweg vom süditalienischen Benevent war, ein Ende fand.
Angeführt von der Familie der Mastalici wurde der Doge nach Verlassen der Kirche San Pietro di Castello gefangen genommen, rasiert und geschoren und nach Grado abgeschoben, wo er zwangsweise zum Priester geweiht wurde. Er verstarb dort um 836, ohne Erben zu hinterlassen.

## Rezeption

### Bis gegen Ende der Republik Venedig
Im Chronicon Altinate oder Chronicon Venetum, einer der ältesten venezianischen Quellen, erscheint der Doge mit dem Namen und der Amtsdauer „Iohannes Particiacus dux ducavit, et filius Angeli, frater Iustiniano, ambo duci, ducavit ann. 8“, er war also acht Jahre, im Amt, wobei jener Angelus ausdrücklich als Doge mitgenannt wird.
Nur einmal glaubt der Chronist Johannes Diaconus, den direkten Einfluss des Teufels erkennen zu können, nämlich beim Sturz des Dogen im Jahr 829 durch die Familie der Mastalici. Er führt das Handeln der Familie ausdrücklich auf „diabolica sugestione“ zurück. Allerdings glaubt der Chronist wohl an diese Erklärung, weil die Tat an einem Feiertag und an einem sakralen Ort stattfand, nämlich zu Sankt Peter und vor der Kirche desselben Heiligen.

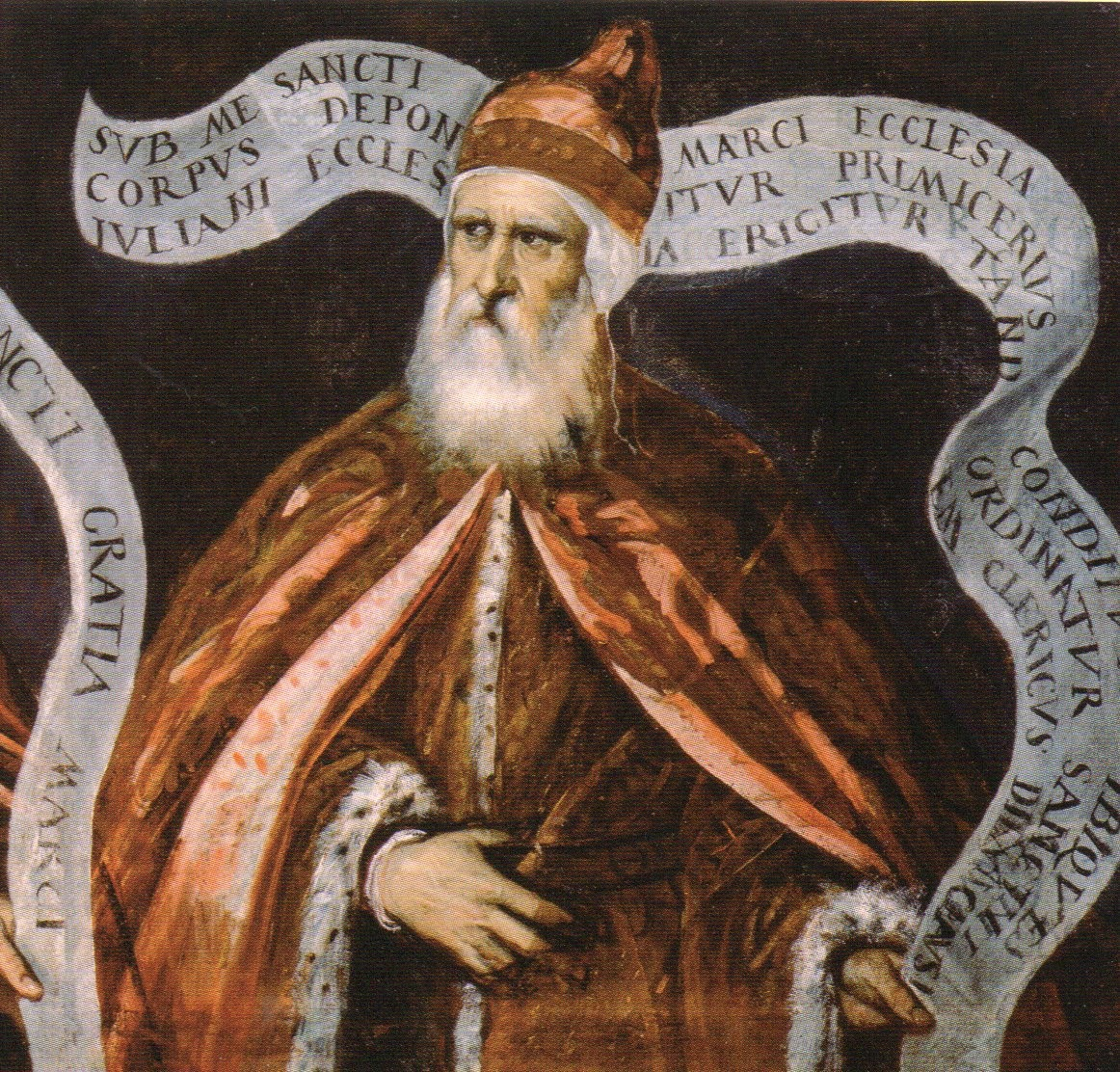
Domenico Tintoretto: Darstellung des Dogen im Dogenpalast, die in einem Spruchband seine Verdienste hervorhebt. Das Bildnis ist eines der 38 Doppel-Dogenporträts im Saal des Großen Rates

Für das Venedig zur Zeit des Dogen Andrea Dandolo war die Deutung, die man der Herrschaft des Agnellus Particiacus und seiner beiden Söhne Iustinianus und Iohannes sowie des Enkels Agnellus (II.) beilegte, in mehrfacher Hinsicht von hoher symbolischer Bedeutung. Das Augenmerk der Mitte des 14. Jahrhunderts längst fest etablierten politischen Führungsgremien, die vor allem seit Andrea Dandolo die Geschichtsschreibung steuerten, galt der Entwicklung der Verfassung (in diesem Falle der Frage der Dynastiebildung, aber auch der Rolle der Volksversammlung), den inneren Auseinandersetzungen zwischen den possessores (repräsentiert in den Familiennamen), also der sich immer mehr abschließenden Gruppe der Besitzenden, die zugleich die politische Macht besetzten, aber auch den Machtverschiebungen innerhalb der Lagune (der zunehmenden Bedeutung Rialtos, der schwindenden von Malamocco und Eraclea), der Adria und im östlichen Mittelmeerraum sowie in Italien. Dabei standen die Fragen nach der Souveränität zwischen den übermächtigen Kaiserreichen, des Rechts aus eigener Wurzel, mithin der Herleitung und Legitimation ihres territorialen Anspruches, stets im Mittelpunkt. Ähnlich wie bei den Galbaii versuchte man die Unsicherheit der Verhältnisse auf Mängel in der Machtbalance, mithin in der Verfassung zurückzuführen, die es noch nicht gestattete, die Macht des Dogen und seiner Nachkommen so einzubinden, dass keine Dynastiebildung mehr möglich war. Bei Iohannes erwies sich demnach wieder deutlich, dass ein Versagen der Institutionen und Einstellungen bei den Entscheidern zum Wiederausbrechen der gewohnten Gewalttätigkeiten innerhalb der Stadt führen musste. Zudem führten die Brüder Iohannes und Iustinianus vor Augen, dass selbst das Erstgeburtsrecht strittig war und damit väterlicher Unentschlossenheit zu viel Platz eingeräumt wurde.
Die älteste volkssprachliche Chronik, die Cronica di Venexia detta di Enrico Dandolo aus dem späten 14. Jahrhundert, stellt die Vorgänge auf einer in dieser Zeit längst üblichen, sehr persönlichen Ebene dar, was den Dogen noch einmal größere individuelle Macht zuwies. Während der spätere Doge „Iustinian“ durch seinen Vater nach Konstantinopel gesandt worden war, um dort erfolgreich Abmachungen auszuhandeln („per voler alcuni pati fermar con lui“), wurde in Venedig Iustinians jüngerer Bruder Iohannes deshalb zum Mitdogen erhoben, weil man dem Haus Particiaco vertraut habe, wie die Chronik begründet. Als der Ältere zurückkehrte, gab Iohannes die Position zugunsten seines Bruders auf. Dies musste er laut der Chronik tun, weil er sich ungenannter Vergehen schuldig gemacht hatte („habiando facto alcun despiaser, et grosso, ad alcuni dela Terra“) – von einem Vorrecht des Erstgeborenen ist hier nicht die Rede. Infolgedessen wurde Iohannes nach Konstantinopel verbannt. Ein Zusammenhang mit der Auseinandersetzung der beiden Brüder um die Frage der Mitregentschaft wird hier negiert, obwohl Iohannes zunächst bevorzugt wurde, doch war es gerade dieser Zwei-, wenn man den Enkel Agnellus mit einbezieht sogar Dreigenerationenkonflikt, an dem sich später eine ganze Reihe sich widersprechender Deutungen entzündete. Weil der alte Doge das Amt schließlich nicht mehr ausfüllen konnte, herrschte fortan sein Sohn Iohannes – in den Schriften, so der Verfasser der Cronica –, fand der alte Doge keine Erwähnung mehr.

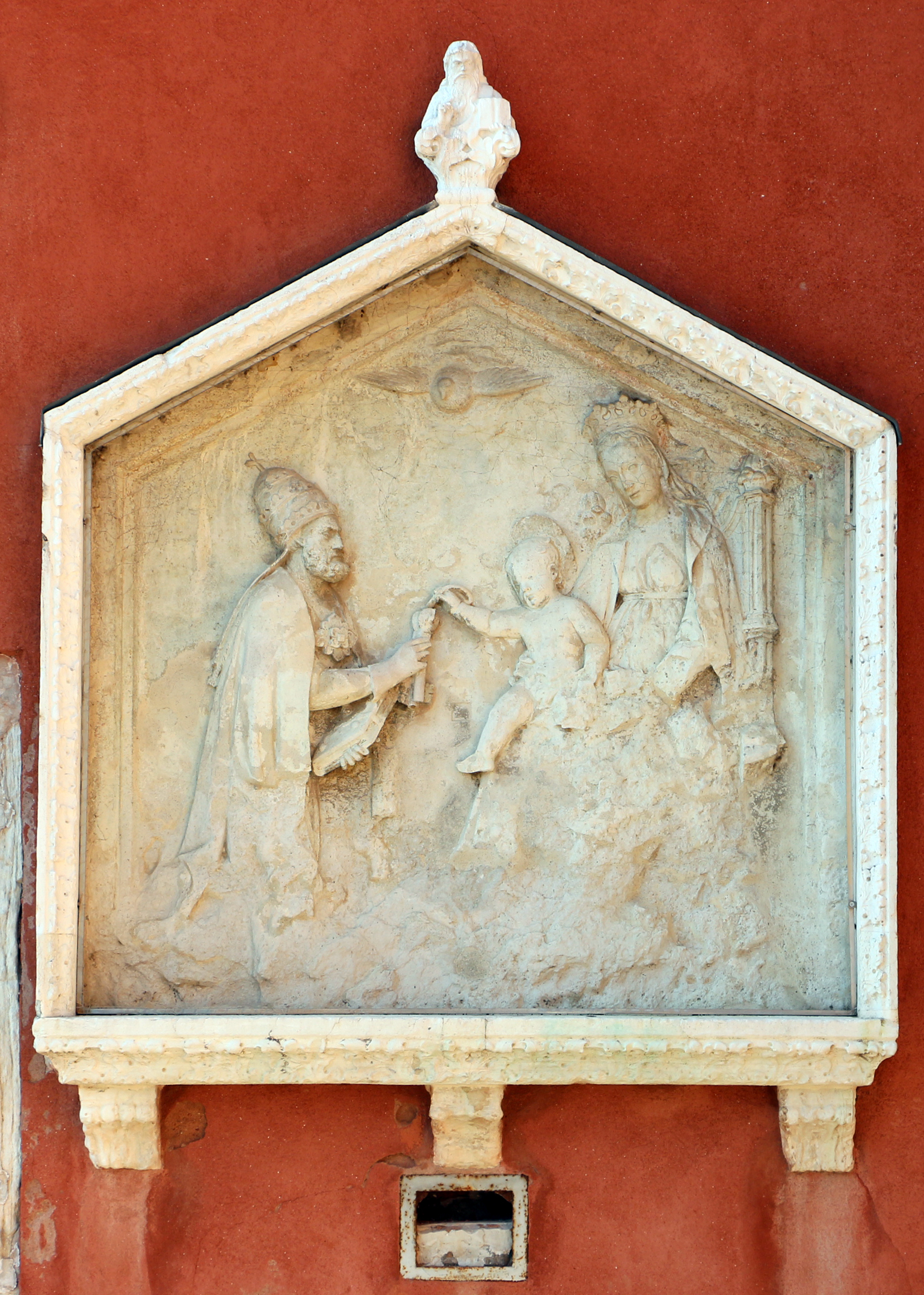
Außenrelief mit Darstellung der Schlüsselübergabe an den hl. Petrus (mit Tiara) durch Jesus, der auf dem Schoß Marias sitzt, seiner Mutter (Calle dietro il campaniel, auf der Insel, auf der sich auch die Kirche San Pietro befindet, im Sestiere Castello)

Ganz anders Pietro Marcello. Er führte 1502 in seinem später ins Volgare unter dem Titel Vite de'prencipi di Vinegia übersetzten Werk den Dogen im Abschnitt „Giovanni Particiaco Doge XII.“ Marcello behauptet, Agnello habe seinen jüngeren Sohn „Giovanni“ zu seinem „compagno“ gemacht, woraufhin „Giustiniano“, aus Konstantinopel nach Venedig zurückgekehrt, durch ostentative Abwesenheit seinen Vater unter Druck setzte. Giovanni habe mit Willenserklärung des Volkes („per commissione del popolo“) auf sein Amt verzichtet, woraufhin Angelo den anderen Sohn Giustiniano nebst dessen Sohn Angelo (II.) im Jahr 827 „si prese per compagno nel Prencipato“. Giovanni wurde hingegen nach Konstantinopel verbannt. Nach seiner Rückkehr wurde er im Jahr 828 wiederum zum Mitdogen und Nachfolger seines Bruders erhoben. Zwar gelang es Iohannes, einen Vertrag mit den Narentanern abzuschließen, Piraten, die die nördliche Adria unsicher machten, doch sie raubten eine aus Apulien zurückkehrende Flotte aus. Unter Führung ‚eines gewissen Carosio‘ („di un certo Carosio“) verschworen sich einige Adlige gegen den Dogen. Der Doge musste fliehen, und Carosio „usurpo il Prencipato“ (S. 21) – damit erklärt Marcello Caroso zum Usurpator und damit zu einem illegitimen Inhaber des Dogenamtes. Gegen „Carosio“ erhoben sich nun wiederum einige „gentil’huomini“ unter Führung von Basilio Transimondo, Giovanni Mauritio und Domenico Ortiano, sowie von dreißig weiteren Adligen, die die Tyrannei nicht länger ertragen konnten („non potendo comportare la tirannide di Carosio“). Sie überfielen den Usurpator, rissen ihm die Augen heraus („gli trassero gli occhi“) und schickten ihn ins Exil. Auch wurden viele Mitwisser getötet. Iohannes, der Doge, wurde aus dem Frankenreich zurückgerufen, als Basilio Transimondo, Giovanni Mauritio und „Orso Vescovo di Castello“ die ‚Republik‘ regierten. Ein Streit mit der Familie „Mastalitia“ führte zu Verrat und Überfall in der Kirche San Pietro („fu assalito à tradimento nella chiesa di San Pietro da gli huomini della contraria fattione“), dem Dogen wurden die Machtinsignien („insegne di Prencipe“) geraubt, der Bart und das Haupthaar geschoren. Den Rest seines Lebens verbrachte er im Mönchshabit in seinem Verbannungsort Grado.
Abweichend berichtet wiederum die Chronik des Gian Giacomo Caroldo, fertiggestellt 1532. Caroldo meint „Ioannes Badoaro“ habe im Jahr „DCCCXXIX“ zu regieren begonnen. In seiner Zeit sei die Kirche des hl. Markus, „nell’Angulo del Palazzo“, im Winkel des Dogenpalasts also, auf seine Anweisung hin renoviert worden, die Reliquien des Heiligen dort abgelegt und verehrt worden. Außerdem habe er sowohl die „Capellani“ abgestellt („deputati“), um die entsprechenden Gottesdienste zu zelebrieren („celebrar“), als auch einen „Primicerio“ eingesetzt, der ausdrücklich über ihnen gestanden habe, und der die Kirche verwaltete („governar“). Darüber hinaus wurde die „Capella delli Duci“ eingerichtet. Ein Gesandter („Nuncio“) der Narentaner konnte bei ihm einen Frieden aushandeln. Doch wurde dieser von den Narentanern nicht lange eingehalten. ‚Völker, die man früher Schiavi, heute volkstümlich Schiavoni‘ nennt („populi chiamati Schiavi, hora volgarmente Schiavoni“) lebten als Idolverehrer und gingen auf die Goten zurück („Idolatri, havendo origine da Gothi“). Sie lebten als Piraten, so dass ein Frieden mit ihnen nicht dauerhaft sein konnte. Der besagte „Nuncio“ wurde auf „essortazione“ des Dogen Christ und wurde getauft. – In dieser Zeit kehrte Obelerio, dem der Dogat und das Vaterland genommen worden war („fu privato del Ducato et della Patria“), nach Venedig zurück und lebte in einem Land namens „Vigilia“ nahe „Carido“. Der Doge ließ Befehl erteilen, das Gebiet anzugreifen, doch die Leute aus Malamocco, von denen Obelerio abstammte, wie Caroldo betont, unterstützten ihn. Doch konnten sie der dogalen Macht nicht widerstehen, Obelerio fiel in Gefangenschaft (S. 57), er wurde „decapitato et il corpo suo sospeso alla ripa di San Giorgio“. Er wurde also enthauptet und sein Körper an der Riva di San Giorgio aufgehängt. –

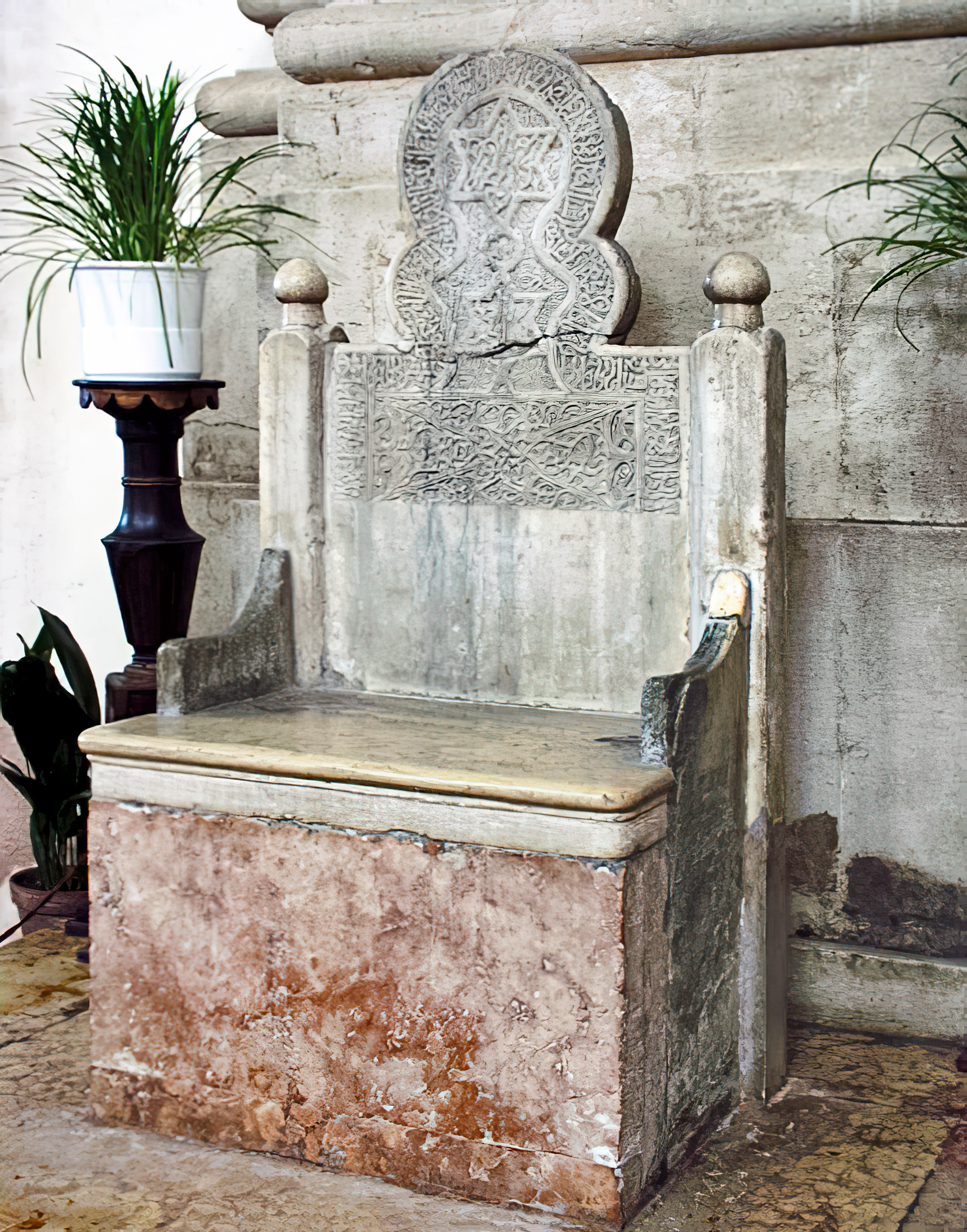
Die Kathedra des hl. Petrus in San Pietro di Castello

Der Kaiser wollte dem Dogen, der ihn gegen die Sarazenen Siziliens unterstützt hatte, seine Geneigtheit erweisen und schickte ihm die „Cadrega di San Pietro“, die in San Pietro di Castello untergebracht wurde. Auf dieser saßen, so Caroldo, in „Anthiochia“ Petrus und seine Nachfolger („San Pietro Apostolo et successori“). Zu dieser Zeit wurde der Doge durch „Caroso Tribuno“, einen „huomo scelestissimo“ durch eine Verschwörung vertrieben. Dieser ging „in Francia“, um von Lothars Sohn Karl Unterstützung zu erlangen. Währenddessen wurde Caroso Doge. Dies missfiel „Basilio Transmondo, Ioanni Mauritio, Dominico Orcianico“ und anderen, insgesamt dreißig Männern, sehr. Sie verließen Venedig und gingen nach „San Martin di Strà“, wo sich ihnen viele Männer anschlossen. Unter „Dominico Orcianico, venuti a Rialto, assalirono il Palazzo et fecero prigione Caroso“, gingen sie also nach Rialto, griffen den Dogenpalast an und nahmen Caroso gefangen. Sein Augenlicht wurde ihm genommen, und er wurde aus Venedig vertrieben („al quale cavorno gl’occhi, cacciandolo di Venetia“), nachdem er sechs Monate Doge gewesen war (S. 57). Seine „complici“, namentlich „Diodato Gruro, Marino Patricio, Dominico Monetario et Tribuno Gradense“ wurden in Stücke gehauen. Bis zur Rückkehr des Dogen wollten die Venezianer, dass „Orso Vescovo Olivense“ den Dukat regiere, gemeinsam mit „Basilio Transmondo et Ioanni Marcurio“. Zur allgemeinen Zufriedenheit wurde der Doge wieder ins Amt eingesetzt. Ioannes Marcurio ließ die Kirche „San Iuliano Martire“ nicht weit vom Dogenpalast errichten („fece edificar“). – Die Narentaner kaperten eine Kaufmannsflotte, die auf dem Rückweg von Benevent war, und töteten die Männer auf grausame Weise. – In seinem 10. Herrschaftsjahr kam es unter den „Mastalici“ zu einer (erneuten) Verschwörung. Als der Doge die Kirche San Pietro di Castello verließ, wurde er gefangen genommen, sein Bart rasiert, und ihm eine Tonsur geschnitten („con li capelli come cherico“, ‚mit den Haaren wie ein Kleriker‘), dann wurde er nach Grado geschickt, wo er „finalmente“ verschied. An seine Stelle setzte das Volk wegen seiner Verdienste „Pietro Tradonigo“.
Für den Frankfurter Juristen Heinrich Kellner, der die venezianische Chronistik im deutschen Sprachraum bekannt machte, wobei er weitgehend Marcello folgte, ist in seiner 1574 erschienenen Chronica das ist Warhaffte eigentliche vnd kurtze Beschreibung, aller Hertzogen zu Venedig Leben, „Joannes Partitiatius der Eilffte Hertzog“. Diesen hatte sein Bruder Justinianus aus „Griechenland wider zu sich erfordert/und zu einem Gehülffen genommen“, wie Kellner die Mitdogen bezeichnete. Dies geschah nach dem Chronisten im Jahr 828. Um diese Zeit wurde mit den „Narentinern“ Frieden geschlossen, die „das Meer daselbst unruwig machten“. Doch dieser Friede sei von den Narentanern gebrochen worden, die venezianische Kaufleute, die auf der Rückreise aus Apulien waren, „fiengen“ und umbrachten. Kurz darauf „schwuren zusammen etliche Edele/welcher Haupt war einer/Carosius genannt/wider den Hertzogen.“ Der Doge floh, und an seine Stelle trat besagter Carosius. Doch gegen dessen „Tyranney“ „legten sich etliche von den Edlen und Fürnemesten wider in / darunder waren die ansehenlichsten / Basilius Trasimundus / Joann Mauritius/und Dominicus Ortianus/unnd mit inen noch dreissig der Fürnemesten in der Statt“. Sie setzten Carosius gefangen, „stachen im die Augen auß“ und verjagten ihn. Dazu stellt der Autor fest, es seien viele, „so es mit ihm gehalten haben / umbbracht worden.“ Nachdem „Orsus / Bischoff zu Castello / Basilius Trasimundus/ und Johann Mauritius die Gemein regiert“ hätten, sei Johannes aus „Franckreich“ zurückgekehrt. Doch nun geriet der Doge mit den „Mastalitiis(welches ein sehr edel Geschlecht war zu Venedig) in feindtschafft“. Sie überfielen ihn in San Pietro, „namen im die Hertzoglichen Kleinoter und Geschmuck/schnitten im Haar und Bart ab“ und verbannten ihn im 8. Jahr seiner Herrschaft nach Grado, und „daselbßt zog er ein Münchskap an/unnd endet die ubrig zeit seines Lebens daselbst.“

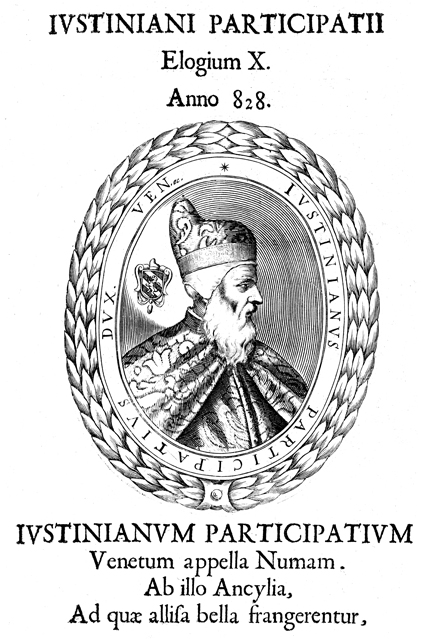
Leone Matina: Phantasieporträt des Dogen in der wohl ersten gedruckten Porträtserie aller bis dahin anerkannten Dogen, dem Ducalis regiae lararium von 1659

In der Übersetzung der Historia Veneta des Alessandro Maria Vianoli, die 1686 in Nürnberg unter dem Titel Der Venetianischen Hertzogen Leben / Regierung, und Absterben / Von dem Ersten Paulutio Anafesto an / biss auf den itzt-regierenden Marcum Antonium Justiniani erschien, hieß der Doge „Johannes Participatius, der Zwölffte Hertzog“. Vianoli fügt nach einer längeren Einlassung zum Hochmut des Menschen die genannten Narentaner auf, die die besagte apulische Flotte ausraubten, doch wurden diese laut Vianoli hart bestraft. Auch habe Iohannes das Werk seines Bruders am Markusdom zu Ende geführt. Doch „Aufruhr und Zusammenrottung etlicher vornehmer Edelleute / die ihm nach dem Leben gestanden / deren Haupt und Urheber einer mit Namen Carosius genannt/gewesen“, erschütterten den „ganzen Staat“. Der „Fürst“ sah sich „genöthiget“ „nacher Franckreich zu entfliehen/und dem gedachten Carosio das Herzogthum zu überlassen“. Unter den bereits von Marcello aufgeführten drei „Edelsten und Fürnehmsten“ kam es wiederum gegen Carosio zum Aufstand, so dass diese drei Männer und dreißig weitere, die „seine verübte Tyranney nicht erdulten können / haben ihn unversehens überfallen/gefangen/die Augen ausgestochen /und endlich/mit noch vielen andern seinen Rädelsführern/gar in das Elend verjaget“ (S. 97). Iohannes wurde „wieder nacher nach Venedig zu kommen beruffen“, doch brachte er „aus einem fremden Land auch fremde Sitten und Geberden“ mit, „die ihme nicht wohl angestanden“ und die den Venezianern „ganz und gar zuwider gewesen“ seien. Ein bis dato in der Geschichtsschreibung nicht erschienener Gesichtspunkt. Die Feindschaft schließlich mit den „Mastolitiis“, der edelsten und mächtigsten Familie der Stadt, führte zu seinem Sturz, einschließlich Verlust von Insignien und Haar, Mönchskutte und Gefangenschaft in Grado. 836 wurde an seine Stelle „Petrus Tradonicus“ „gezogen“ (S. 98).
1687 schrieb Jacob von Sandrart in seinem Werk Kurtze und vermehrte Beschreibung Von Dem Ursprung / Aufnehmen / Gebiete / und Regierung der Weltberühmten Republick Venedig ebenfalls, wenn auch sehr lakonisch, über „Johannes“, der „durch eine von den Vornehmsten aus Venedig wider ihn gemachte Verrätherey“ unter Caroso gestürzt wurde. Auch wenn Caroso wiederum gestürzt und Johannes zurückgerufen wurde, so „ward er durch das vornehmste Geschlecht zu Venedig / die Mastalici genannt/in einer Kirche überfallen und in ein Kloster gestossen/ in welchem er auch kurtz hernach mit Todt abgieng.“ Nach von Sandrart hat erst Johannes „den ersten Grund geleget zu der schönen Kirche S. Marci“. Nach anderen, so der Verfasser, wurden dem Dogen nur sieben Herrschaftsjahre zugeschrieben.

### Historisch-kritische Darstellungen
Nach Johann Friedrich LeBret trat Iohannes in der ab 1769 in vier Bänden erschienenen Staatsgeschichte der Republik Venedig „die Regierung allein an“, und, so setzt LeBret fort, er „hatte bey dem Anfange derselben das Glück, daß ein Gesandter der narentanischen Slaven zu ihm kam, welcher sich in Venedig zu der christlichen Religion bekannte, und getauft wurde.“ (S. 142). Nach ihm war die griechische Seemacht „in dem äußersten Verfalle“. Auch stand das Frankenreich im Kampf gegen Normannen und Sarazenen, wie letztere zugleich Byzanz bekämpften. Der vom Vater des Johannes vertriebene Obelerius versuchte zudem die Macht zurückzugewinnen. Doch die Venezianer unter Johannes zerstörten Malamocco vollständig. „Das venetianische Volk hat zu allen Zeiten sich durch grausame und unüberlegte Schlüsse übereilen lassen“, kommentiert LeBret, nach dem das Haupt des Obelerius vor Malamocco aufgespießt wurde, nicht an der Grenze zum Frankenreich. Im Gegensatz zum Versuch des Obelerius, die Macht zurückzugewinnen, betrachtet LeBret den Adelsaufstand gegen Johannes unter Caroso als Versuch, den „Badoer“ – den Particiaco also – die Erblichkeit des Dogenamtes zu entreißen. Nach ihm war „Carosus“ ein Tribun, ein Sohn des Bonicus. Folgt man LeBret, so trat Carosus jedoch bald „die Rechte der ganzen Nation des Adels und des Volkes unter die Füße“. „So wenig die adelichen Häuser es ertragen konnten, daß die Würde des Herzoges erblich würde, so wenig konnten sie zugeben, daß man sie und das Volk des Wahlrechtes beraubete, wodurch sie glaubeten, einen Fürsten noch immer in einer gewissen Achtung gegen sie erhalten zu können.“ (S. 163). Carosus wurde gestürzt. Zwar kehrte Johannes zurück, doch: „Sein verwundetes Gemüth machte ihn mürrisch, und die zugefügten Beleidigungen hatten ihn erbittert.“ Schließlich scheiterte er am Adel. „Da der Doge die Sache mit Gewalt durchsetzen wollte, so erhielt die Gegenpartey die Oberhand“. So wurde der Doge nach Grado verbannt, wo er vor „Verdrusse“ bald starb. „Johannes hatte sieben Jahre regieret.“ (S. 164).

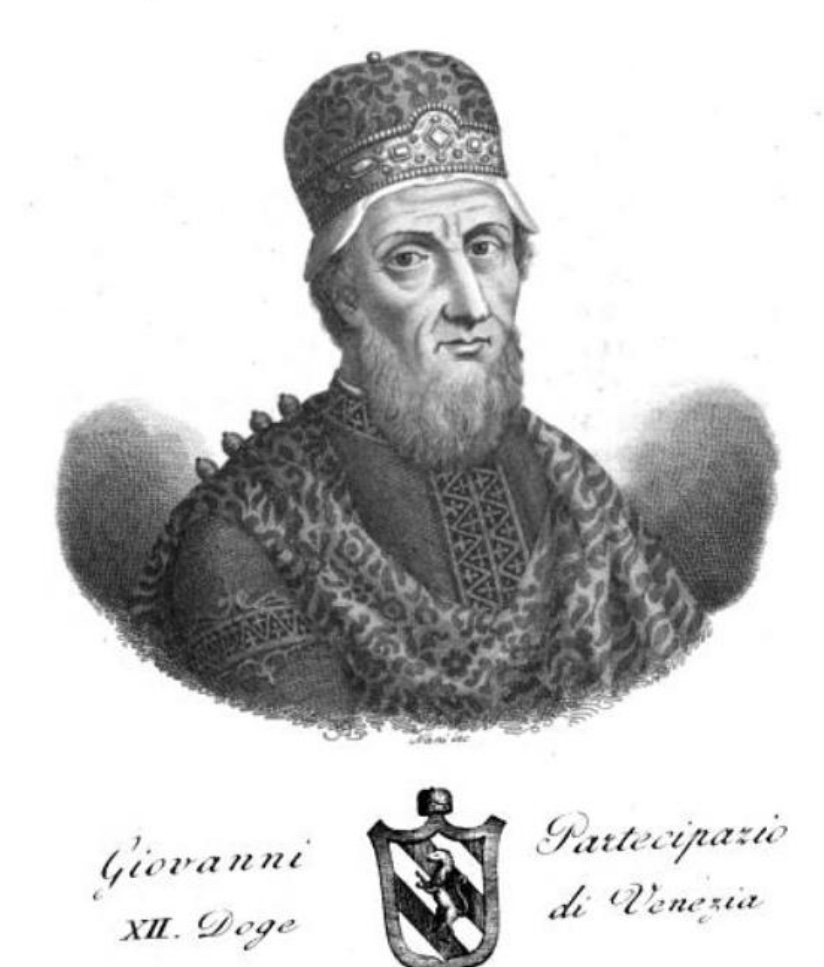
Darstellung des Dogen aus der Zeit vor dem Jahr 1834, Antonio Nani: Serie dei Dogi di Venezia intagliati in rame da Antonio Nani. Giuntevi alcuni notizie biografiche estese da diversi, Bd. 1, Merlo, Venedig 1840, o. S. (Google Books)

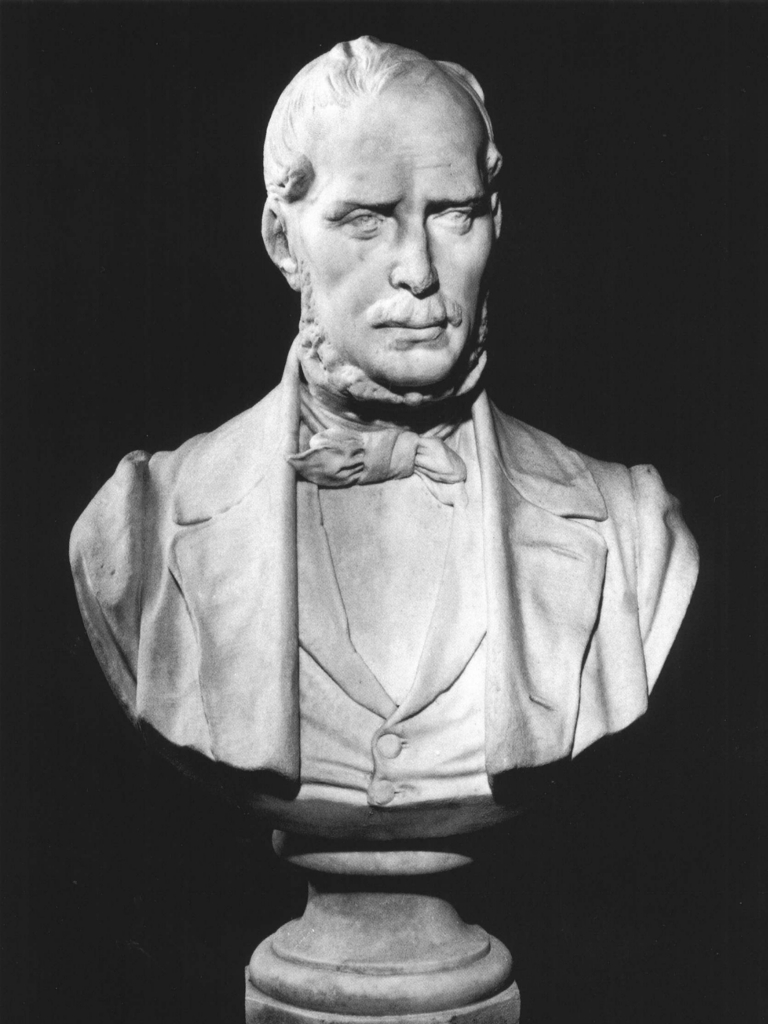
Büste des Samuele Romanin im Panteon Veneto des Istituto Veneto di Scienze, Lettere ed Arti, Marmor, ein Werk von Augusto Benvenuti, entstanden 1896

Samuele Romanin räumte „Giovanni“ 1853 im ersten Band seines zehnbändigen Opus’  Storia documentata di Venezia zwei Seiten ein, wobei er sich getreu an die inzwischen fest etablierte Zählung der 120 Dogen hielt – unter Außerachtlassung einer Reihe von Mitdogen und unter Einschluss der heute nicht mehr akzeptierten ersten Dogen. „Giustiniano“, der nach Verhandlungen aus Konstantinopel zurückkehrte, weigerte sich, den Vater aufzusuchen, als er seinen jüngeren Bruder als Mitdogen sah. Der nach dem Rückzug des gemeinsamen Vaters verbannte „Giovanni“ floh von Zara nach „Ischiavonia“ und von dort nach Bergamo zu Kaiser Ludwig. Romanin lässt durchblicken, dass Patriarch Fortunatus bei der Rebellion gegen den Dogen unter Führung von Giovanni Tornarico und Bono Bradanesso ‚seine Hand im Spiel hatte‘. Dieser musste fliehen und starb im Frankenreich. Als die Sarazenen 827 Sizilien angriffen, suchte der neue Kaiser die Flottenhilfe der Venezianer („rinforzandola ancora di navi veneziane da lui domandate in questa occasione“ (S. 166)). Romanin merkt an, dass die byzantinischen Quellen nur aus Hochmut („orgoglio“) über die beiden folgenden Flotteneinsätze Venedigs, die erfolglos waren, schweigen. Als Obelerio versuchte, die Macht zurückzugewinnen, so glaubt auch Romanin, habe Iohannes an Malamocco ein „furchtbares Exempel“ statuieren wollen. Das Haupt des Obelerio habe er in Campalto nahe Mestre, auf dem Gebiet Kaiser Lothars, aufspießen lassen. Nach Romanin sannen die Bewohner der verbrannten Städte, vor allem von Malamocco, auf Rache, und daher konnte sich Caroso auch durchsetzen. Iohannes musste nun zum Franken Ludwig fliehen, der ihn wohlwollend aufnahm. Gegen Caroso versammelten sich wiederum nach kaum einem halben Jahr seine Feinde in Campalto, wobei der Verfasser zu den bekannten drei Führern als vierten Domenico Orcianico hinzufügt (dabei nennt er in einer Fußnote nur allgemein die Chronik des Andrea Dandolo als Beleg). Carosos Hauptverbündete, namentlich „Domenico Monetario, Tritolo di Grado, Marino Patrizio e Diodato Gruro“ wurden niedergemacht („trucidato“). An San Demetrio kehrte der Doge Iohannes feierlich zurück. Doch nach einem Vertrag mit den Narentanern wurde er, unter Unterstützung der alten Caroso-Freunde, endgültig gestürzt. Nach Grado verbannt starb er dort wenig später.
August Friedrich Gfrörer († 1861) glaubte in seiner elf Jahre nach seinem Tod erschienenen Geschichte Venedigs von seiner Gründung bis zum Jahre 1084, Agnellus’ älterer Sohn Iustinianus sei nicht erst nach seiner Ankunft in Venedig über die Bevorzugung seines jüngeren Bruders Iohannes „in Zorn“ geraten, sondern diese Übergehung seiner Rechte des Älteren veranlassten ihn dazu, von Konstantinopel nach Venedig zurückzukehren. Agnellus verbannte seinen jüngeren Sohn nach Zara und erhob nunmehr Iustinianus und dessen Sohn „Angelo II.“ zu Mitdogen. Die Tatsache, dass sich seit 810 immer wieder Dogensöhne in Konstantinopel aufhielten, deutet Gfrörer als Beleg für einen ansonsten nicht bekannten Vertrag, nach dem diese Söhne als Geiseln fungierten. Dementsprechend wahrten die Ehrungen, etwa die Titel, die die Kaiser diesen Geiseln zusprachen, nur den Schein. Die Kaiser hätten die Zeit genutzt, „um sie an griechische Hofluft zu gewöhnen oder ihnen byzantinischen Beamtengeist einzuträufeln.“ Dementsprechend war in Gfrörers Augen die Erhebung des jüngeren Sohnes zum Mitdogen ein Bruch jenes „geheimen Staatsvertrag[es] von 809“. Der Vater gab laut Gfrörer nur deshalb nach, weil „Justinian die ganze Macht des morgenländischen Reichs zum Rückhalt hatte“ (S. 144). Iohannes musste „nach der seit 810 griechischer Hoheit unterworfenen Hafenstadt Zara wandern“. Dabei glaubt Gfrörer, Iohannes sei, wie es Johannes Diaconus schreibt, erst zu den Slawen geflohen – laut Gfrörer konnte er von dort, denn die Slawen erkannten die fränkische Oberhoheit formal an, mit dem Frankenkaiser überhaupt erst verhandeln –, erst dann an den fränkischen Hof, während Andrea Dandolo ihn ohne Umweg an den fränkischen Hof fliehen lässt. Gfrörer bezweifelt allerdings, dass sich der Geflohene mit Kaiser Ludwig dem Frommen getroffen habe, denn dieser sei nur im Jahr 817 in Italien gewesen. Nach der Auslieferung an Agnellus und Iustinianus wurde Iohannes wieder als Geisel nach Konstantinopel geschickt. Gfrörer argumentiert, dass der Vater von seinem älteren Sohn Iustinianus entmachtet worden sei. Sein Beleg ist die Gründungsurkunde von S. Zaccaria, in der als Doge nur noch Iustinianus, nicht aber Agnellus erscheint. Auch sei die Gründung, wie er aus der Urkunde entnimmt, vom byzantinischen Kaiser ausgegangen. Auch das Verbot, mit den Muslimen Syriens und Ägyptens Handel zu betreiben, stamme vom Kaiser und sei von den Dogen nur übernommen worden. In Gfrörers Bild passt, dass Angelo II. nach der Ermordung Kaiser Leos dem neuen Kaiser zu huldigen hatte, und dass er nach Konstantinopel ging – wo er später verstarb. Nach Gfrörer gilt: „solche Thatsachen, welche in einer Weise, die das Ehrgefühl nicht grob verletzt, Venetiens Abhängigkeit von Byzanz bekunden, theilt Dandolo mit, und nur plumpe verschweigt er“ (S. 149). Für Gfrörer war nicht nur der Streit zwischen den Patriarchen ein ständiges Mittel der Franken, in die Lagune hineinzuregieren, sondern auch der Aufstand der Tribunen und des Monetarius, des „Münzmeisters“, sei von den Franken initiiert gewesen. Darauf weise der Fluchtort jenes Münzmeisters hin, der sich ebenfalls an den Frankenhof begab. Das Gleiche gelte für die Tatsache, dass dem Patriarchen von Grado die istrischen Bistümer entzogen und Aquileia zugeschlagen wurden, und auch die Synode von Mantua, die der pro-fränkische Papst Eugen II. im Juli 827 einberief. Dort wurde Grado wieder zum Suffraganbistum Aquileias degradiert, was den Franken potentiell weit reichende Eingriffsmöglichkeiten hätte bieten können. Der Nachfolger auf dem Gradenser Bischofsstuhl, Venerius, legte vergeblich Beschwerde bei Eugens Nachfolger ein, der noch 827 gestorben war. Schließlich erfolgte, nach Gfrörer, die Rückkehr des jüngeren Bruders aus der byzantinischen Hauptstadt auf Befehl des Kaisers, der zugleich Flottenhilfe gegen die Sarazenen einforderte. Die anscheinend nach Selbstständigkeit strebende Politik des Iustinianus war demnach in Konstantinopel auf Misstrauen gestoßen, so dass Iustinianus die Rückkehr seines Bruders, den er noch nicht einmal in seinem Testament bedachte, unter dem Druck des Kaisers hinnehmen musste. Andrea Dandolo deute dies, so Gfrörer, nur so weit wie möglich an, doch „Wer wirklichen Beruf hat, Clio’s Griffel zu führen, schreibt nicht für Thoren, sondern für Gescheidte, für Solche, welche nöthigen Falls zwischen den Zeilen zu lesen verstehen.“ (S. 171). Zu den Narentanern zitiert Gfrörer aus der Chronik Andrea Dandolos: „Die Slaven der Narenta schickten einen Boten an Dogen Johannes, baten um Frieden, und erhielten auch denselben, doch bewahrten sie ihn nicht lang. Der Bote … ließ sich jedoch auf Wunsch des Dogen taufen. Jene Slaven nämlich, die von den Gothen abstammten, hingen heidnischen Göttern an und trieben Seeraub.“ (S. 173). Als Kaiser Michael 829 verstorben war, setzte sich Obelerius auf Veglia fest; als Iohannes gegen ihn zog, erhob sich in seinem Rücken Malamocco, von wo Obelerio stammte. Iohannes ließ die rebellische Stadt zerstören und stürmte danach Veglia. Er ließ den gefangenen Obelerio hinrichten und sein Haupt in Malamocco aufpflanzen. Da Obelerius erst nach dem Tod des Kaisers losschlug, nimmt Gfrörer an, dass er nicht auf kaiserliche Anweisung gehandelt habe. Wäre ihm der Schlag gelungen, hätte „er die alten Beziehungen mit den Franken erneuert“. Der Autor mutmaßt, dass die folgende Annäherung des Dogen an die Franken wiederum die byzantinische Partei unter Caroso zum Aufstand veranlasste. Dies folgert er aus der guten Aufnahme, die der Flüchtling bei den Franken fand. Andere Flüchtlinge sammelten sich in Mestre „(also auf fränkisches Gebiet)“, um Caroso zu stürzen, was ihnen auch gelang. Drei Jahre später, 836, wurde Iohannes auf die bekannte Art gestürzt und verbannt.
Pietro Pinton übersetzte und annotierte Gfrörers Werk im Archivio Veneto in den Jahresbänden XII bis XVI. Pintons eigene Darstellung, die jedoch erst 1883 erschien, gelangte zu gänzlich anderen, weniger spekulativen Ergebnissen, als Gfrörer. So bezweifelt er, dass Iustinianus oder Iohannes als Geiseln nach Konstantinopel geschickt worden seien, wovon die Quellen gar nicht reden, sondern, dass der ältere Dogensohn zu Unterhandlungen dorthin geschickt worden sei, der jüngere als Verbannter. Der Behauptung Gfrörers, Kaiser Michael hätte den jüngeren Bruder als Ersatz für Iustinianus vorgesehen, widerlegt Pinton mit der Feststellung, Iustinianus sei sterbenskrank gewesen, und es lasse sich zwischen den Vorgängen kein anderer Zusammenhang konstruieren (S. 58–63). Auch im Zusammenhang mit Obelerios Versuch, die Macht zurückzugewinnen, Carosos Umsturz und wiederum dessen Sturz, glaubt Pinton eher an interne Konflikte, während Gfrörer zumindest die üblichen auswärtigen Einflüsse suggeriere (S. 62 f.).
1861 mutmaßte Francesco Zanotto in seinem Il Palazzo ducale di Venezia, worin er der Volksversammlung erheblich mehr Einfluss einräumte, dass es erst durch die Erhebung von Agnellus’ jüngerem Sohn zum Mitdogen zu „bitterem“ Zwist in der Dogenfamilie gekommen sei. Infolgedessen habe sich Iustinianus zurückgezogen, sei aber „durch neuerliche Schwäche“ des alten Dogen zu Lasten des Iohannes nun seinerseits zum Mitdogen erhoben worden. ‚Wie einige sagen‘ wurde die Flotte gegen die Sarazenen von Iohannes geführt, der bereits aus dem Exil in Konstantinopel entlassen worden sei. Einige behaupteten, so Zanotto, erst auf dem Sterbebett habe Iustinianus das schlechte Gewissen gepackt, und er habe seinen Bruder zurückgerufen. Doch bezweifelt der Autor dies, denn bei der Länge der Reise von Konstantinopel nach Venedig habe Iohannes keine Aussicht gehabt, noch rechtzeitig vor dem Ableben seines Bruders anzukommen. Nach Zanotto wandte sich Iohannes zunächst den Narentanern zu, deren Gesandter „Mislo oder Miroslavo“ sich taufen ließ. ‚Vielleicht mit Unterstützung seines Bruders Valentino‘ versuchte Obelerio einen Umsturz. Er unterlag jedoch und wurde hingerichtet. Nach dem Verfasser wurde sein Haupt zunächst in Malamocco, dann in Mestre zur Schau gestellt – womit er die gegensätzlichen Quellenaussagen gleichermaßen akzeptierte und einfach zeitlich hintereinanderlagerte. Nach ihm ließ Iohannes Marmorspolien aus Altinum im Markusdom verbauen (S. 29). Auch bei dem Asyl, das Iohannes nach der Vertreibung durch Caroso fand, unterscheidet Zanotto sorgsam nach den Angaben Dandolos, wo er sich an den Hof Kaiser Ludwigs begab, und den Angaben der „Sagornina“, wo er zum ‚jungen König Karl‘ floh. Versammlungsort der mehr als 30 Männer, die sich gegen Caroso erhoben und in Mestre versammelten, war nach Zanotto die Kirche S. Martino di Stra oder Strata. Doch auch nach der freudigen Aufnahme des Dogen in der Stadt, die zwischenzeitlich eine eigene Regierung gebildet hatte, verursachten die Narentaner durch die Kaperung einer Flotte aus Benevent neue Tumulte. Die Volksversammlung, bei Zanotto „assemblea nazionale“ genannt, beschloss, ihn seines Haupt- und Barthaares zu berauben und ihn als Mönch nach Grado zu verbannen, obwohl er acht Jahre zuvor eben dieses Volk gerettet habe.

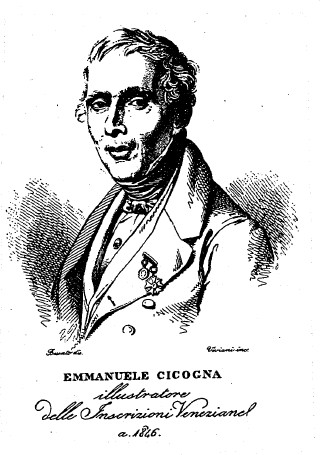
Emmanuele Antonio Cicogna, 1846

Auch Emmanuele Antonio Cicogna äußert 1867 im ersten Band seiner Storia dei Dogi di Venezia die Ansicht, der enttäuschte Iustinianus, von seinem jüngeren Bruder verdrängt, habe sich gegen den ‚allzu nachsichtigen und sprunghaften‘ Vater durchgesetzt. Auch war er davon überzeugt, dass Iustinianus seinen jüngeren Bruder aus schlechtem Gewissen kurz vor seinem Tod zurückholte, und ihn sogar noch zu Lebzeiten zum Dogen machte, bevor er 829 starb. Von Vigilia nahm er an, dass die Stadt, die Obelerio als Unterschlupf diente, aufgegeben war; auch nahm er wie Zanotto an, dass das Haupt des ehemaligen Dogen zunächst auf einer „antenna“ in Malamocco, dann in Mestre aufgespießt wurde. Caroso wiederum stürzte Iohannes, aber auch Lothar, Massenzio, die Malamocchini und die Vigilesi. Ob Iohannes zu Ludwig oder Karl floh, lässt er offen. Bei Cicogna wählten die Aufständischen nun erst Caroso, der wiederum nach sechs Monaten gestürzt wurde. Die Narentaner mit ihren Überfällen, dazu die wiederholten inneren Unruhen und Aufstände, veranlassten das Volk schließlich dazu, Iohannes zu verbannen.
Heinrich Kretschmayr glaubte, der Versuch des Iohannes, „des Zweitgeborenen des Agnellus, sich während der Abwesenheit seines älteren Bruders Justinian im Jahre 814/15 den Mitdogat zu sichern, wurde durch byzantinischen Einfluss zunichte gemacht“. Er glaubt demnach, der Sturz des Dogensohnes Iohannes, der später floh und schließlich nach Konstantinopel verbannt wurde, mache klar, dass dieser Sturz von Byzanz seinen Ausgang genommen habe. Hingegen sei in der Gegenrichtung der ältere Bruder Iustinianus nicht nur mit dem Ehrentitel Hypathos ausgestattet, sondern sein Sohn sogar zum Mitdogen erhoben worden. Zudem habe sich Iustinianus selbst als „Imperialis hypatus et humilis dux Venetiae“ bezeichnet (als kaiserlicher Konsul und einfacher Doge Venedigs also). Entgegen einem byzantinischen Verbot suchten venezianische Händler 828 die ägyptischen Gewässer auf. Kretschmayr sieht in den Flotteneinsätzen in Süditalien und Sizilien geradezu eine „Heerespflicht“ Venedigs, allerdings sei diese ausdrücklich nicht für das Ostmittelmeer nachweisbar. Kretschmayr behauptet sogar, „die Flotte wurde geschlagen“. Das Haupt des Obelerius wurde bei ihm nur an der fränkischen Grenze bei San Martino aufgespießt, nicht mehr in Malamocco. Die Niederschlagung des Caroso wurde laut dem Verfasser aus Konstantinopel gesteuert: „Die ohne Zweifel von Byzanz aus unterstützte Ordnungspartei war die stärkere; der Usurpator wurde wenige Monate später in seinem Palaste überfallen, geblendet, verbannt.“ „Integraliter“ kehrte Iohannes auf Initiative des Bischofs Orso von Olivolo zurück. „Die intakte Aufrechthaltung der griechischen Herrschaft kommt in dieser Meldung deutlich zum Ausdruck.“ Schließlich musste der Doge dem dritten Aufstand weichen, als ihn die Mastalici 836 stürzten. Der immer wieder aufkommende Aufruhr entsprang in Kretschmayrs Augen nicht nur persönlichen, sondern auch „politischen, griechenfeindlichen Tendenzen“ (S. 62).
1977 schreibt John Julius Norwich in seiner History of Venice, der ältere der Brüder hätte „always despised“ den jüngeren Giovanni. Wie der Autor mutmaßt: „Had the new doge not already reigned briefly at his father’s side he would never habe been chosen“. Seine „fecklessness and general apathy“, zurückhaltend übersetzt mit Unfähigkeit und Tatenlosigkeit, führten dazu, dass am 29. Juni 836 „just as he was leaving S. Pietro di Castello after mass, he was seized by some of his own subjects and compelled to abdicate“ (S. 31). Er wurde nach der Messe ergriffen, gezwungen abzudanken, kahlgeschoren und in ein Kloster in Grado verbracht.

### Erzählende Quellen
- La cronaca veneziana del diacono Giovanni, in: Giovanni Monticolo (Hrsg.): Cronache veneziane antichissime (= Fonti per la storia d’Italia [Medio Evo], IX), Rom 1890, S. 59–171, hier: S. 106, 109 (Digitalisat).
- Luigi Andrea Berto (Hrsg.): Giovanni Diacono, Istoria Veneticorum (=Fonti per la Storia dell’Italia medievale. Storici italiani dal Cinquecento al Millecinquecento ad uso delle scuole, 2), Zanichelli, Bologna 1999 (auf Berto basierende Textedition, p. 118 im Archivio della Latinità Italiana del Medioevo (ALIM) der Universität Siena).
- Roberto Cessi (Hrsg.): Origo civitatum Italiae seu Venetiarum (Chron. Altinate et Chron. Gradense), Rom 1933, S. 29, 117, 129.
- Roberto Cessi, Fanny Bennato (Hrsg.): Venetiarum historia vulgo Petro Iustiniano Iustiniani filio adiudicata, Venedig 1964, S. 1, 32–37.
- Ester Pastorello (Hrsg.): Andrea Dandolo, Chronica per extensum descripta aa. 460–1280 d.C., (= Rerum Italicarum Scriptores XII,1), Nicola Zanichelli, Bologna 1938, S. 142–146 (Herrschaft seines Vaters), S. 146–148 (Herrschaft seines Bruders), S. 148–150 (Alleinherrschaft). (Digitalisat, S. 148 f.)
- Alberto Limentani (Hrsg.): Martin da Canal, Les estoires de Venise, Olschki, Florenz 1972, S. 16 f. (Text, hrsg. v. Francesca Gambino im Repertorio Informatizzato Antica Letteratura Franco-Italiana).
- Șerban V. Marin (Hrsg.): Gian Giacomo Caroldo. Istorii Veneţiene, Bd. I: De la originile Cetăţii la moartea dogelui Giacopo Tiepolo (1249), Arhivele Naţionale ale României, Bukarest 2008, S. 54–56 (vgl. Historie venete dal principio della città fino all’anno 1382).

### Rechtsetzende Quellen
- Roberto Cessi (Hrsg.): Documenti relativi alla storia di Venezia anteriori al Mille, Padua 1942, Bd. I, n. 44 („819. Donazione di Agnello e Giustiniano Particiaco all’abbate di S. Servolo, tramutato a S. Ilario“), S. 71–75 (Digitalisat), hier: S. 71, 72, 74, sowie n. 53 („829. Testamento di Giustiniano Particiaco“), S. 93–99 (Digitalisat), hier: S. 96 f., Bd. II, S. 197.
- Luigi Lanfranchi, Bianca Strina (Hrsg.): Ss. Ilario e Benedetto e S. Gregorio, Venedig 1965, S. 8, 10, 21 f.